# هوارد هايبارد
هوارد هايبارد (بالإنجليزية: Howard Hibbard)‏ هو كاتب أمريكي، ولد في 23 مايو 1928 في ماديسون في الولايات المتحدة، وتوفي في 29 أكتوبر 1984 في نيويورك في الولايات المتحدة.